# Dysstroma hewlettaria
Dysstroma hewlettaria là một loài bướm đêm trong họ Geometridae.